# لیگ قهرمانان آسیا ۲۰۱۲
لیگ قهرمانان آسیا ۲۰۱۲ سی و یکمین دوره از مسابقات فوتبال باشگاهی سطح بالای آسیا بود که توسط کنفدراسیون فوتبال آسیا (ای‌اف‌سی) برگزار شد و دهمین دوره تحت عنوان فعلی لیگ قهرمانان آسیا بود.
اولسان هیوندای از کره جنوبی اولین عنوان قهرمانی خود را کسب کرد و در فینال با نتیجه ۴–۱ الاهلی عربستان سعودی را مغلوب خود کرد و به مسابقات جام باشگاه‌های جهان ۲۰۱۲ راه یافت.

## تخصیص ورودی‌ها به ازای هر انجمن
ای‌اف‌سی معیارهای شرکت در فصل‌های ۲۰۱۱ و ۲۰۱۲ را تصویب کرد. تاریخ نهایی تصمیم‌گیری پس از جلسه کمیته اجرایی در نوامبر ۲۰۱۰ تعیین شد.
در ۳۰ نوامبر ۲۰۰۹، ای‌اف‌سی علاوه بر ده فدراسیون شرکت‌کننده، ۱۲ فدراسیون دیگر را که مشتاق پیوستن به لیگ قهرمانان آسیا بودند، اعلام کرد. سنگاپور بعداً انصراف داد. فهرست کامل فدراسیون‌های نامزد به شرح زیر است:
شرق آسیا
- شرکت کنندگان قبلی:  استرالیا،  چین،  اندونزی،  ژاپن،  جمهوری کره
- درخواست برای شرکت:  مالزی،  میانمار،   تایلند
- انصراف:  سنگاپور[۷]
- حذف:  ویتنام[۸]

غرب آسیا
- شرکت کنندگان قبلی:  ایران،  قطر،  عربستان سعودی،  امارات متحده عربی،  ازبکستان
- درخواست برای شرکت:  هند،  عراق،  اردن،  عمان،  پاکستان،  فلسطین،  تاجیکستان،  یمن

نکته: باشگاه‌های هند، سنگاپور، تایلند و ویتنام برای صعود به مرحله گروهی لیگ قهرمانان آسیا در سال ۲۰۱۰ در مسابقات پلی‌آف شرکت می‌کنند.

### شرکت‌کنندگان به ازای هر انجمن
در ابتدا اعلام شد که سهمیه ورود به لیگ قهرمانان آسیا ۲۰۱۲ مانند سه فصل گذشته باقی خواهد ماند، به استثنای ویتنام که رد صلاحیت شد و سهمیه پلی‌آف قبلی آنها به قطر اعطا شد. با این حال، پس از جلسه کمیته اجرایی ای‌اف‌سی در نوامبر ۲۰۱۱، تصمیم گرفته شد که تعداد سهمیه‌های هر فدراسیون بر اساس ارزیابی معیارهای لیگ قهرمانان آسیا که در سال ۲۰۱۱ برگزار شد، تغییر کند.
در مجموع یازده فدراسیون عضو (به پایین مراجعه کنید) که در لیگ قهرمانان آسیا ۲۰۱۱ شرکت داشتند، برای شرکت در لیگ قهرمانان آسیا ۲۰۱۲ مورد ارزیابی قرار گرفتند. هند که در پلی‌آف لیگ قهرمانان آسیا ۲۰۱۱ بازی کرد، مورد ارزیابی قرار نگرفت و به ای‌اف‌سی کاپ سقوط کرد. سایر فدراسیون‌های عضو که درخواست داده بودند اما معیارهای لیگ قهرمانان آسیا ۲۰۱۱ را نداشتند، برای سال ۲۰۱۲ اصلاً مورد ارزیابی قرار نگرفتند.
| ارزیابی برای لیگ قهرمانان آسیا ۲۰۱۲ | ارزیابی برای لیگ قهرمانان آسیا ۲۰۱۲ |
| ----------------------------------- | ----------------------------------- |
|                                     | داشتن تمام معیارها                  |
|                                     | داشتن برخی معیارها                  |
|                                     | نداشتن معیارها                      |

| کشور              | باشگاه‌ها | قسمت        | قسمت  | قسمت       |
| کشور              | باشگاه‌ها | مرحله گروهی | پلی‌آف | ای‌اف‌سی کاپ |
| ----------------- | -------- | ----------- | ----- | ---------- |
| قطر               | ۱۲       | ۴           | ۰     | ۰          |
| عربستان سعودی     | ۱۴       | ۳           | ۱     | ۰          |
| امارات متحده عربی | ۱۲       | ۳           | ۱     | ۰          |
| ازبکستان          | ۱۴       | ۱۳          | ۱     | ۰          |
| ایران             | ۱۸       | ۲           | ۲     | ۰          |
| مجموع             | مجموع    | ۱۱۴         | ۵     | —          |

| کشور      | باشگاه‌ها | قسمت        | قسمت  | قسمت       |
| کشور      | باشگاه‌ها | مرحله گروهی | پلی‌آف | ای‌اف‌سی کاپ |
| --------- | -------- | ----------- | ----- | ---------- |
| ژاپن      | ۱۸       | ۴           | ۰     | ۰          |
| کره جنوبی | ۲(۱۶) ۱۵ | ۳           | ۱     | ۰          |
| چین       | ۱۶       | ۳           | ۵۱    | ۰          |
| استرالیا  | ۳(۱۰) ۹  | ۲           | ۱     | ۰          |
| تایلند    | ۱۸       | ۱           | ۱     | ۰          |
| اندونزی   | ۳۲۴      | ۰           | ۱     | ۱          |
| مجموع     | مجموع    | ۱۱۴         | ۵     | —          |

نکات:
- ۱ یکی از تیم‌های ازبکستان که مستقیماً به مرحله گروهی راه یافته بود، به منطقه شرق منتقل شد.[۹]
- ۲ یکی از باشگاه‌های لیگ کره، سانگجو سانگمو فینیکس، به دلیل اینکه یک نهاد تجاری نیست و بازیکنانش قرارداد حرفه‌ای ندارند، قادر به حضور در لیگ قهرمانان آسیا نیست.[۸]
- ۳ در حالی که ای‌لیگ فصل ۱۱–۲۰۱۰، فصلی که باشگاه‌های استرالیایی را به لیگ قهرمانان آسیا ۲۰۱۲ راه داد، ۱۱ تیم داشت، ای‌لیگ فصل ۱۲–۲۰۱۱، فصل جاری، پس از بسته شدن لیگ شمالی کوئینزلند فیوری، تنها ۱۰ تیم دارد و این تعداد در گزارش ارزیابی لیگ قهرمانان آسیا ۲۰۱۲ (صفحه ۸) ارائه شده است.[۱۰] یکی از باشگاه‌های ای‌لیگ، ولینگتون فونیکس، در نیوزیلند، یک کشور عضو اواف‌سی، مستقر است و قادر به حضور در لیگ قهرمانان آسیا نیست.[۱۱]
- ۴ این تعداد در گزارش ارزیابی لیگ قهرمانان آسیا ۲۰۱۲ (صفحه ۸) ارائه شده است.[۱۰] سوپر لیگ اندونزی فصل ۱۲–۲۰۱۱، فصلی که باشگاه‌های اندونزیایی را به لیگ قهرمانان آسیا ۲۰۱۲ راه داد، ۱۵ تیم داشت و لیگ برتر اندونزی فصل ۱۲–۲۰۱۱، که لیگ برتر فعلی مورد تایید فدراسیون فوتبال اندونزی است، ۱۳ تیم دارد. دو لیگ «رده برتر» رقیب در اندونزی وجود دارد: لیگ برتر اندونزی و سوپر لیگ اندونزی (سوپر لیگ در آن زمان توسط فدراسیون فوتبال اندونزی به رسمیت شناخته نمی‌شد).
- ۵ به چین یک سهمیه در پلی‌آف مقدماتی اختصاص داده شد، اما لیائونینگ هووین، تیم سوم سوپر لیگ چین ۲۰۱۱، وارد این رقابت‌ها نشد.[۱۲] بنابراین، تنها چهار تیم وارد پلی‌آف مقدماتی منطقه شرق شدند.

## تیم‌های راه یافته
در مجموع ۳۷ تیم در لیگ قهرمانان آسیا ۲۰۱۲ شرکت کردند.
- ۲۸ تیم (۱۴ تیم از منطقهٔ غرب آسیا، ۱۴ تیم از منطقهٔ شرق آسیا) به‌طور مستقیم به مرحلهٔ گروهی لیگ قهرمانان آسیا وارد شدند.
- ۹ تیم (۵ تیم از منطقهٔ غرب آسیا، ۴ تیم از منطقهٔ شرق آسیا بعد از انصراف باشگاه لیائونینگ چین) در مرحلهٔ مقدماتی (پلی‌آف) شرکت می‌کنند، که ۴ تیم از این ۹ تیم (۲ تیم از منطقهٔ غرب آسیا، ۲ تیم از منطقهٔ شرق آسیا) به‌طور غیرمستقیم وارد مرحلهٔ گروهی لیگ قهرمانان آسیا شده‌اند. بازندگان نیمه نهایی مرحلهٔ مقدماتی (پلی‌آف) حذف و بازندگان نهایی مرحلهٔ مقدماتی (پلی‌آف) وارد مرحله گروهی ای‌اف‌سی کاپ ۲۰۱۲ شدند.

| مرحلهٔ گروهی (مستقیم): غرب آسیا (گروه‌های A تا D) | مرحلهٔ گروهی (مستقیم): غرب آسیا (گروه‌های A تا D)                       | مرحلهٔ گروهی (مستقیم): غرب آسیا (گروه‌های A تا D) | مرحلهٔ گروهی (مستقیم): غرب آسیا (گروه‌های A تا D) |
| تیم                                             | نحوه راهیابی                                                          | حضور*                                           | آخرین                                           |
| ----------------------------------------------- | --------------------------------------------------------------------- | ----------------------------------------------- | ----------------------------------------------- |
| لخویا                                           | قهرمان لیگ ستارگان قطر ۱۱–۲۰۱۰                                        | اولین                                           | نداشته                                          |
| الریان                                          | قهرمان جام امیر قطر ۲۰۱۱ مقام سومی لیگ ستارگان قطر ۲۰۱۱               | چهارمین                                         | ۲۰۱۱                                            |
| الغرافه                                         | نایب قهرمانی لیگ ستارگان قطر ۱۱–۲۰۱۰                                  | هفتمین                                          | ۲۰۱۱                                            |
| العربی                                          | مقام چهارمی لیگ ستارگان قطر ۱۱–۲۰۱۰                                   | اولین                                           | نداشته                                          |
| الهلال                                          | قهرمان لیگ حرفه‌ای عربستان ۱۱–۲۰۱۰                                     | هشتمین                                          | ۲۰۱۱                                            |
| الاهلی                                          | برنده جام پادشاهی عربستان ۲۰۱۱                                        | پنجمین                                          | ۲۰۱۰                                            |
| الاتحاد                                         | نایب قهرمان لیگ حرفه‌ای عربستان ۱۱–۲۰۱۰                                | هشتمین                                          | ۲۰۱۱                                            |
| الجزیره                                         | قهرمان لیگ برتر امارات ۱۱–۲۰۱۰ قهرمان جام ریاست جمهوری امارات ۱۱–۲۰۱۰ | چهارمین                                         | ۲۰۱۱                                            |
| بنی یاس                                         | نایب قهرمان لیگ برتر امارات ۱۱–۲۰۱۰                                   | اولین                                           | نداشته                                          |
| النصر                                           | مقام سوم لیگ برتر امارات ۱۱–۲۰۱۰                                      | اولین                                           | نداشته                                          |
| پاختاکور                                        | قهرمان جام ازبکستان ۲۰۱۱ مقام سوم لیگ ازبکستان ۲۰۱۱                   | دهمین                                           | ۲۰۱۱                                            |
| نسف قرشی                                        | نایب قهرمان لیگ ازبکستان ۲۰۱۱                                         | اولین                                           | نداشته                                          |
| سپاهان                                          | قهرمان لیگ برتر فوتبال ایران ۹۰–۱۳۸۹                                  | هشتمین                                          | ۲۰۱۱                                            |
| پیروزی                                          | قهرمان جام حذفی فوتبال ایران ۹۰–۱۳۸۹                                  | چهارمین                                         | ۲۰۱۱                                            |
| تیم‌های شرکت‌کننده در پلی آف: غرب آسیا            |                                                                       |                                                 |                                                 |
| استقلال                                         | نایب قهرمان لیگ برتر فوتبال ایران ۹۰–۱۳۸۹                             | پنجمین                                          | ۲۰۱۱                                            |
| ذوب‌آهن                                          | مقام سوم لیگ برتر فوتبال ایران ۹۰–۱۳۸۹                                | چهارمین                                         | ۲۰۱۱                                            |
| الاتفاق                                         | مقام سوم لیگ حرفه‌ای عربستان ۱۱–۲۰۱۰                                   | دومین                                           | ۲۰۰۹                                            |
| الشباب                                          | مقام چهارم لیگ برتر امارات ۱۱–۲۰۱۰                                    | دومین                                           | ۲۰۰۹                                            |
| نفتچی فرغانه                                    | مقام چهارم لیگ ازبکستان ۲۰۱۱                                          | پنجمین                                          | ۲۰۰۷                                            |

| مرحلهٔ گروهی (مستقیم): شرق آسیا (گروه‌های E تا H) | مرحلهٔ گروهی (مستقیم): شرق آسیا (گروه‌های E تا H)         | مرحلهٔ گروهی (مستقیم): شرق آسیا (گروه‌های E تا H) | مرحلهٔ گروهی (مستقیم): شرق آسیا (گروه‌های E تا H) |
| تیم                                             | نحوه راهیابی                                            | حضور*                                           | آخرین                                           |
| ----------------------------------------------- | ------------------------------------------------------- | ----------------------------------------------- | ----------------------------------------------- |
| کاشیوا ریسول                                    | قهرمان جی‌لیگ ژاپن ۲۰۱۱                                  | اولین                                           | نداشته                                          |
| توکیو                                           | قهرمان جام امپراتور ۲۰۱۱                                | اولین                                           | نداشته                                          |
| ناگویا گرامپوس                                  | نایب قهرمان جی‌لیگ ژاپن ۲۰۱۱                             | سومین                                           | ۲۰۱۱                                            |
| گامبا اوساکا                                    | مقام سوم جی‌لیگ ژاپن ۲۰۱۱                                | ششمین                                           | ۲۰۱۱                                            |
| چونبوک هیوندای موتورز                           | قهرمان کی‌لیگ ۲۰۱۱                                       | ششمین                                           | ۲۰۱۰                                            |
| سئونگنام ایلهوا چونما                           | قهرمان جام حذفی کره جنوبی ۲۰۱۱                          | پنجمین                                          | ۲۰۱۰                                            |
| اولسان هیوندای                                  | نایب قهرمان کی لیگ ۲۰۱۱                                 | سومین                                           | ۲۰۰۹                                            |
| گوانگژو اورگراند                                | قهرمان سوپر لیگ چین ۲۰۱۱                                | اولین                                           | نداشته                                          |
| تیانجین تدا                                     | قهرمان جام حذفی چین ۲۰۱۱                                | سومین                                           | ۲۰۱۱                                            |
| بیجینگ گوان                                     | نایب قهرمان سوپر لیگ چین ۲۰۱۱                           | چهارمین                                         | ۲۰۱۰                                            |
| بریزبن رور                                      | قهرمان ای‌لیگ ۱۱–۲۰۱۰                                    | اولین                                           | نداشته                                          |
| سنترال کوست مارینرز                             | نایب قهرمان ای‌لیگ ۱۱–۲۰۱۰                               | دومین                                           | ۲۰۰۹                                            |
| بوریرام یونایتد                                 | قهرمان لیگ برتر تایلند ۲۰۱۱ قهرمان جام حذفی تایلند ۲۰۱۱ | دومین                                           | ۲۰۰۹                                            |
| بنیادکار†                                       | قهرمان لیگ ازبکستان ۲۰۱۱                                | پنجمین                                          | ۲۰۱۱                                            |
| تیم‌های شرکت‌کننده در پلی آف: شرق آسیا            |                                                         |                                                 |                                                 |
| پوهانگ استیلرز                                  | مقام سوم کی‌لیگ ۲۰۱۱                                     | چهارمین                                         | ۲۰۱۰                                            |
| آدلاید یونایتد                                  | مقام سوم ای‌لیگ ۱۱–۲۰۱۰                                  | چهارمین                                         | ۲۰۱۰                                            |
| چونبوری                                         | نایب قهرمان لیگ برتر تایلند ۲۰۱۱                        | دومین                                           | ۲۰۰۸                                            |
| پرسیپورا جایاپورا‡                              | قهرمان سوپر لیگ اندونزی ۱۱–۲۰۱۰                         | دومین                                           | ۲۰۱۰                                            |

نکات:
- * تعداد حضورها (شامل مراحل مقدماتی) از فصل ۲۰۰۲/۰۳، زمانی که این رقابت‌ها به لیگ قهرمانان آسیا تغییر نام داد.
- † بنیادکار (ازبکستان) به منطقه شرق منتقل شد.[۱۰]
- ‡ پرسیپورا جایاپورا در ابتدا توسط ای‌اف‌سی از شرکت در مسابقات محروم شد، اما پس از تجدیدنظرخواهی در دادگاه حکمیت ورزش، کاس در ۱ فوریه ۲۰۱۲ حکم داد که آنها باید به طور موقت به مسابقات بازگردانده شوند و حق بازی در پلی‌آف مقدماتی را دارند.[۱۳]
- الکویت (کویت)، نایب قهرمان ای‌اف‌سی کاپ ۲۰۱۱، نتوانست معیارهای تعیین‌شده توسط ای‌اف‌سی برای رقابت در لیگ قهرمانان آسیا ۲۰۱۲ را برآورده کند و بنابراین مستقیماً وارد ای‌اف‌سی کاپ ۲۰۱۲ شد. نسف قرشی (ازبکستان)، قهرمان ای‌اف‌سی کاپ ۲۰۱۱، پیش از این بر اساس عملکرد داخلی خود، مستقیماً به مرحله گروهی راه یافته بود.[۱۰]

## برنامه
برنامه زمانی مسابقات سال ۲۰۱۲.
| مرحله          | دور           | تاریخ قرعه‌کشی | بازی رفت                             | بازی برگشت                           |
| -------------- | ------------- | ------------- | ------------------------------------ | ------------------------------------ |
| پلی آف مقدماتی | نیمه نهایی    | ۶ دسامبر ۲۰۱۱ | ۱۰ فوریه ۲۰۱۲                        | ۱۰ فوریه ۲۰۱۲                        |
| پلی آف مقدماتی | فینال         | ۶ دسامبر ۲۰۱۱ | ۱۸ فوریه ۲۰۱۲                        | ۱۸ فوریه ۲۰۱۲                        |
| مرحله گروهی    | هفته ۱        | ۶ دسامبر ۲۰۱۱ | ۶–۷ مارس ۲۰۱۲                        | ۶–۷ مارس ۲۰۱۲                        |
| مرحله گروهی    | هفته ۲        | ۶ دسامبر ۲۰۱۱ | ۲۰–۲۱ مارس ۲۰۱۲                      | ۲۰–۲۱ مارس ۲۰۱۲                      |
| مرحله گروهی    | هفته ۳        | ۶ دسامبر ۲۰۱۱ | ۳–۴ آوریل ۲۰۱۲                       | ۳–۴ آوریل ۲۰۱۲                       |
| مرحله گروهی    | هفته ۴        | ۶ دسامبر ۲۰۱۱ | ۱۷–۱۸ آوریل ۲۰۱۲                     | ۱۷–۱۸ آوریل ۲۰۱۲                     |
| مرحله گروهی    | هفته ۵        | ۶ دسامبر ۲۰۱۱ | ۱–۲ مه ۲۰۱۲                          | ۱–۲ مه ۲۰۱۲                          |
| مرحله گروهی    | هفته ۶        | ۶ دسامبر ۲۰۱۱ | ۱۵–۱۶ مه ۲۰۱۲                        | ۱۵–۱۶ مه ۲۰۱۲                        |
| مرحله حذفی     | یک‌هشتم نهایی  | ۶ دسامبر ۲۰۱۱ | ۲۲–۲۳ مه ۲۰۱۲ (غ), ۲۹–۳۰ مه ۲۰۱۲ (ش) | ۲۲–۲۳ مه ۲۰۱۲ (غ), ۲۹–۳۰ مه ۲۰۱۲ (ش) |
| مرحله حذفی     | یک‌چهارم نهایی | ۱۴ ژوئن ۲۰۱۲  | ۱۹ سپتامبر ۲۰۱۲                      | ۲–۳ اکتبر ۲۰۱۲                       |
| مرحله حذفی     | نیمه نهایی    | ۱۴ ژوئن ۲۰۱۲  | ۲۴ اکتبر ۲۰۱۲                        | ۳۱ اکتبر ۲۰۱۲                        |
| مرحله حذفی     | فینال         | ۱۴ ژوئن ۲۰۱۲  | ۱۰ نوامبر ۲۰۱۲                       | ۱۰ نوامبر ۲۰۱۲                       |

## پلی آف مقدماتی
قرعه‌کشی مرحله پلی آف مقدماتی در ۶ دسامبر ۲۰۱۱ در کوالا لامپور، مالزی برگزار شد. برندگان به مرحله گروهی راه یافتند، در حالی که بازندگان دور نهایی به مرحله گروهی ای‌اف‌سی کاپ راه یافتند، به جز بازنده مسابقه بین آدلاید یونایتد و پرسیپورا جایاپورا.

### منطقه غرب
| تیم ۱          | نتیجه          | تیم ۲          |
| دور نیمه نهایی | دور نیمه نهایی | دور نیمه نهایی |
| -------------- | -------------- | -------------- |
| استقلال        | ۲–۰            | ذوب‌آهن         |
| دور نهایی      |                |                |
| الشباب         | ۳–۰            | نفتچی فرغانه   |
| استقلال        | ۳–۱            | الاتفاق        |

### منطقه شرق
| تیم ۱          | نتیجه     | تیم ۲             |
| دور نهایی      | دور نهایی | دور نهایی         |
| -------------- | --------- | ----------------- |
| پوهانگ استیلرز | ۲–۰       | چونبوری           |
| آدلاید یونایتد | ۳–۰       | پرسیپورا جایاپورا |

## مرحله گروهی
قرعه‌کشی مرحله گروهی در ۶ دسامبر ۲۰۱۱ در کوالا لامپور، مالزی برگزار شد. باشگاه‌های یک کشور نمی‌توانند در یک گروه قرار بگیرند. تیم‌های اول و دوم هر گروه به مرحله حذفی راه یافتند.

### گروه A
| رتبه | تیم      | بازی | برد | تساوی | باخت | گل‌زده | گل‌خورده | تفاضل‌گل | امتیاز | صلاحیت             |
| ---- | -------- | ---- | --- | ----- | ---- | ----- | ------- | ------- | ------ | ------------------ |
| ۱    | الجزیره  | ۶    | ۵   | ۱     | ۰    | ۱۸    | ۱۰      | ۸+      | ۱۶     | صعود به مرحله حذفی |
| ۲    | استقلال  | ۶    | ۳   | ۲     | ۱    | ۸     | ۳       | ۵+      | ۱۱     | صعود به مرحله حذفی |
| ۳    | الریان   | ۶    | ۲   | ۰     | ۴    | ۹     | ۱۲      | ۳–      | ۶      |                    |
| ۴    | نسف قرشی | ۶    | ۰   | ۱     | ۵    | ۴     | ۱۴      | ۱۰–     | ۱      |                    |

### گروه B
| رتبه | تیم      | بازی | برد | تساوی | باخت | گل‌زده | گل‌خورده | تفاضل‌گل | امتیاز | صلاحیت             |
| ---- | -------- | ---- | --- | ----- | ---- | ----- | ------- | ------- | ------ | ------------------ |
| ۱    | الاتحاد  | ۶    | ۵   | ۱     | ۰    | ۱۳    | ۴       | ۹+      | ۱۶     | صعود به مرحله حذفی |
| ۲    | بنی یاس  | ۶    | ۳   | ۲     | ۱    | ۹     | ۲       | ۷+      | ۱۱     | صعود به مرحله حذفی |
| ۳    | پاختاکور | ۶    | ۲   | ۱     | ۳    | ۶     | ۱۰      | ۴–      | ۷      |                    |
| ۴    | العربی   | ۶    | ۰   | ۰     | ۶    | ۴     | ۱۶      | ۱۲–     | ۰      |                    |

### گروه C
| رتبه | تیم    | بازی | برد | تساوی | باخت | گل‌زده | گل‌خورده | تفاضل‌گل | امتیاز | صلاحیت             |
| ---- | ------ | ---- | --- | ----- | ---- | ----- | ------- | ------- | ------ | ------------------ |
| ۱    | سپاهان | ۶    | ۴   | ۱     | ۱    | ۹     | ۴       | ۵+      | ۱۳     | صعود به مرحله حذفی |
| ۲    | الاهلی | ۶    | ۳   | ۱     | ۲    | ۱۰    | ۶       | ۴+      | ۱۰     | صعود به مرحله حذفی |
| ۳    | النصر  | ۶    | ۲   | ۰     | ۴    | ۶     | ۱۱      | ۵–      | ۶      |                    |
| ۴    | لخویا  | ۶    | ۲   | ۰     | ۴    | ۵     | ۹       | ۴–      | ۶      |                    |

### گروه D
| رتبه | تیم      | بازی | برد | تساوی | باخت | گل‌زده | گل‌خورده | تفاضل‌گل | امتیاز | صلاحیت             |
| ---- | -------- | ---- | --- | ----- | ---- | ----- | ------- | ------- | ------ | ------------------ |
| ۱    | الهلال   | ۶    | ۳   | ۳     | ۰    | ۱۰    | ۷       | ۳+      | ۱۲     | صعود به مرحله حذفی |
| ۲    | پرسپولیس | ۶    | ۳   | ۲     | ۱    | ۱۴    | ۵       | ۹+      | ۱۱     | صعود به مرحله حذفی |
| ۳    | الغرافه  | ۶    | ۱   | ۳     | ۲    | ۷     | ۱۰      | ۳–      | ۶      |                    |
| ۴    | الشباب   | ۶    | ۰   | ۲     | ۴    | ۵     | ۱۴      | ۹–      | ۲      |                    |

### گروه E
| رتبه | تیم            | بازی | برد | تساوی | باخت | گل‌زده | گل‌خورده | تفاضل‌گل | امتیاز | صلاحیت             |
| ---- | -------------- | ---- | --- | ----- | ---- | ----- | ------- | ------- | ------ | ------------------ |
| ۱    | آدلاید یونایتد | ۶    | ۴   | ۱     | ۱    | ۷     | ۲       | ۵+      | ۱۳     | صعود به مرحله حذفی |
| ۲    | بنیادکار       | ۶    | ۳   | ۱     | ۲    | ۸     | ۷       | ۱+      | ۱۰     | صعود به مرحله حذفی |
| ۳    | پوهانگ استیلرز | ۶    | ۳   | ۰     | ۳    | ۶     | ۴       | ۲+      | ۹      |                    |
| ۴    | گامبا اوساکا   | ۶    | ۱   | ۰     | ۵    | ۵     | ۱۳      | ۸–      | ۳      |                    |

### گروه F
| رتبه | تیم            | بازی | برد | تساوی | باخت | گل‌زده | گل‌خورده | تفاضل‌گل | امتیاز | صلاحیت             |
| ---- | -------------- | ---- | --- | ----- | ---- | ----- | ------- | ------- | ------ | ------------------ |
| ۱    | اولسان هیوندای | ۶    | ۴   | ۲     | ۰    | ۱۱    | ۷       | ۴+      | ۱۴     | صعود به مرحله حذفی |
| ۲    | توکیو          | ۶    | ۳   | ۲     | ۱    | ۱۲    | ۶       | ۶+      | ۱۱     | صعود به مرحله حذفی |
| ۳    | بریزبن رور     | ۶    | ۰   | ۳     | ۳    | ۶     | ۱۱      | ۵–      | ۳      |                    |
| ۴    | بیجینگ گوان    | ۶    | ۰   | ۳     | ۳    | ۶     | ۱۱      | ۵–      | ۳      |                    |

### گروه G
| رتبه | تیم                   | بازی | برد | تساوی | باخت | گل‌زده | گل‌خورده | تفاضل‌گل | امتیاز | صلاحیت             |
| ---- | --------------------- | ---- | --- | ----- | ---- | ----- | ------- | ------- | ------ | ------------------ |
| ۱    | سئونگنام ایلهوا چونما | ۶    | ۲   | ۴     | ۰    | ۱۳    | ۵       | ۸+      | ۱۰     | صعود به مرحله حذفی |
| ۲    | ناگویا گرامپوس        | ۶    | ۲   | ۴     | ۰    | ۱۲    | ۴       | ۶+      | ۱۰     | صعود به مرحله حذفی |
| ۳    | سنترال کوست مارینرز   | ۶    | ۱   | ۳     | ۲    | ۷     | ۱۱      | ۴–      | ۶      |                    |
| ۴    | تیانجین تدا           | ۶    | ۰   | ۳     | ۳    | ۲     | ۱۲      | ۱۰–     | ۳      |                    |

### گروه H
| رتبه | تیم                   | بازی | برد | تساوی | باخت | گل‌زده | گل‌خورده | تفاضل‌گل | امتیاز | صلاحیت             |
| ---- | --------------------- | ---- | --- | ----- | ---- | ----- | ------- | ------- | ------ | ------------------ |
| ۱    | گوانگژو اورگراند      | ۶    | ۳   | ۱     | ۲    | ۱۲    | ۸       | ۴+      | ۱۰     | صعود به مرحله حذفی |
| ۲    | کاشیوا ریسول          | ۶    | ۳   | ۱     | ۲    | ۱۱    | ۷       | ۴+      | ۱۰     | صعود به مرحله حذفی |
| ۳    | چونبوک هیوندای موتورز | ۶    | ۳   | ۰     | ۳    | ۱۰    | ۱۵      | ۵–      | ۹      |                    |
| ۴    | بوریرام یونایتد       | ۶    | ۲   | ۰     | ۴    | ۸     | ۱۱      | ۳–      | ۶      |                    |

## مرحله حذفی

### نمودار
|  | یک‌هشتم نهایی          | یک‌هشتم نهایی |                  |                | یک‌چهارم نهایی | یک‌چهارم نهایی | یک‌چهارم نهایی | یک‌چهارم نهایی |  |  | نیمه نهایی | نیمه نهایی | نیمه نهایی | نیمه نهایی |  |  | فینال | فینال |  |
|  |                       |              |                  |                |               |               |               |               |  |  |            |            |            |            |  |  |       |       |  |
|  | آدلاید یونایتد        | ۱            |                  |                |               |               |               |               |  |  |            |            |            |            |  |  |       |       |  |
|  | آدلاید یونایتد        | ۱            |                  |                |               |               |               |               |  |  |            |            |            |            |  |  |       |       |  |
|  | ناگویا گرامپوس        | ۰            |                  |                |               |               |               |               |  |  |            |            |            |            |  |  |       |       |  |
|  | ناگویا گرامپوس        | ۰            |                  | آدلاید یونایتد | ۲             | ۲             | ۴             |               |  |  |            |            |            |            |  |  |       |       |  |
|  |                       |              |                  | آدلاید یونایتد | ۲             | ۲             | ۴             |               |  |  |            |            |            |            |  |  |       |       |  |
|  |                       |              | بنیادکار (و.ا.)  | ۲              | ۳             | ۵             |               |               |  |  |            |            |            |            |  |  |       |       |  |
|  | سئونگنام ایلهوا چونما | ۰            | بنیادکار (و.ا.)  | ۲              | ۳             | ۵             |               |               |  |  |            |            |            |            |  |  |       |       |  |
|  | سئونگنام ایلهوا چونما | ۰            |                  |                |               |               |               |               |  |  |            |            |            |            |  |  |       |       |  |
|  | بنیادکار              | ۱            |                  |                |               |               |               |               |  |  |            |            |            |            |  |  |       |       |  |
|  | بنیادکار              | ۱            |                  | بنیادکار       | ۱             | ۰             | ۱             |               |  |  |            |            |            |            |  |  |       |       |  |
|  |                       |              |                  |                |               |               |               |               |  |  |            |            |            |            |  |  |       |       |  |
|  |                       |              | اولسان هیوندای   | ۳              | ۲             | ۵             |               |               |  |  |            |            |            |            |  |  |       |       |  |
|  | اولسان هیوندای        | ۳            | اولسان هیوندای   | ۳              | ۲             | ۵             |               |               |  |  |            |            |            |            |  |  |       |       |  |
|  | اولسان هیوندای        | ۳            |                  |                |               |               |               |               |  |  |            |            |            |            |  |  |       |       |  |
|  | کاشیوا ریسول          | ۲            |                  |                |               |               |               |               |  |  |            |            |            |            |  |  |       |       |  |
|  | کاشیوا ریسول          | ۲            |                  | اولسان هیوندای | ۱             | ۴             | ۵             |               |  |  |            |            |            |            |  |  |       |       |  |
|  |                       |              |                  | اولسان هیوندای | ۱             | ۴             | ۵             |               |  |  |            |            |            |            |  |  |       |       |  |
|  |                       |              | الهلال           | ۰              | ۰             | ۰             |               |               |  |  |            |            |            |            |  |  |       |       |  |
|  | الهلال                | ۷            | الهلال           | ۰              | ۰             | ۰             |               |               |  |  |            |            |            |            |  |  |       |       |  |
|  | الهلال                | ۷            |                  |                |               |               |               |               |  |  |            |            |            |            |  |  |       |       |  |
|  | بنی یاس               | ۱            |                  |                |               |               |               |               |  |  |            |            |            |            |  |  |       |       |  |
|  | بنی یاس               | ۱            |                  | اولسان هیوندای | ۳             |               |               |               |  |  |            |            |            |            |  |  |       |       |  |
|  |                       |              |                  |                |               |               |               |               |  |  |            |            |            |            |  |  |       |       |  |
|  |                       |              | الاهلی           | ۰              |               |               |               |               |  |  |            |            |            |            |  |  |       |       |  |
|  | الاتحاد               | ۳            | الاهلی           | ۰              |               |               |               |               |  |  |            |            |            |            |  |  |       |       |  |
|  | الاتحاد               | ۳            |                  |                |               |               |               |               |  |  |            |            |            |            |  |  |       |       |  |
|  | پرسپولیس              | ۰            |                  |                |               |               |               |               |  |  |            |            |            |            |  |  |       |       |  |
|  | پرسپولیس              | ۰            |                  | الاتحاد        | ۴             | ۱             | ۵             |               |  |  |            |            |            |            |  |  |       |       |  |
|  |                       |              |                  | الاتحاد        | ۴             | ۱             | ۵             |               |  |  |            |            |            |            |  |  |       |       |  |
|  |                       |              | گوانگژو اورگراند | ۲              | ۲             | ۴             |               |               |  |  |            |            |            |            |  |  |       |       |  |
|  | گوانگژو اورگراند      | ۱            | گوانگژو اورگراند | ۲              | ۲             | ۴             |               |               |  |  |            |            |            |            |  |  |       |       |  |
|  | گوانگژو اورگراند      | ۱            |                  |                |               |               |               |               |  |  |            |            |            |            |  |  |       |       |  |
|  | توکیو                 | ۰            |                  |                |               |               |               |               |  |  |            |            |            |            |  |  |       |       |  |
|  | توکیو                 | ۰            |                  | الاتحاد        | ۱             | ۰             | ۱             |               |  |  |            |            |            |            |  |  |       |       |  |
|  |                       |              |                  |                |               |               |               |               |  |  |            |            |            |            |  |  |       |       |  |
|  |                       |              | الاهلی           | ۰              | ۲             | ۲             |               |               |  |  |            |            |            |            |  |  |       |       |  |
|  | سپاهان                | ۲            | الاهلی           | ۰              | ۲             | ۲             |               |               |  |  |            |            |            |            |  |  |       |       |  |
|  | سپاهان                | ۲            |                  |                |               |               |               |               |  |  |            |            |            |            |  |  |       |       |  |
|  | استقلال               | ۰            |                  |                |               |               |               |               |  |  |            |            |            |            |  |  |       |       |  |
|  | استقلال               | ۰            |                  | سپاهان         | ۰             | ۱             | ۱             |               |  |  |            |            |            |            |  |  |       |       |  |
|  |                       |              |                  | سپاهان         | ۰             | ۱             | ۱             |               |  |  |            |            |            |            |  |  |       |       |  |
|  |                       |              | الاهلی           | ۰              | ۴             | ۴             |               |               |  |  |            |            |            |            |  |  |       |       |  |
|  | الجزیره               | ۳ (۲)        | الاهلی           | ۰              | ۴             | ۴             |               |               |  |  |            |            |            |            |  |  |       |       |  |
|  | الجزیره               | ۳ (۲)        |                  |                |               |               |               |               |  |  |            |            |            |            |  |  |       |       |  |
|  | الاهلی (پ)            | ۳ (۴)        |                  |                |               |               |               |               |  |  |            |            |            |            |  |  |       |       |  |

### یک‌هشتم نهایی
مسابقات مرحله یک‌هشتم نهایی بر اساس نتایج مرحله گروهی تعیین شد. هر مسابقه به صورت تک‌بازی برگزار می‌شد که میزبان آن برندگان هر گروه (تیم ۱) در مقابل نایب قهرمانان گروه دیگر (تیم ۲) بودند.
| تیم ۱                 | نتیجه             | تیم ۲          |
| منطقه غرب             | منطقه غرب         | منطقه غرب      |
| --------------------- | ----------------- | -------------- |
| الجزیره               | ۳–۳ (و.ا) (۴–۲ پ) | الاهلی         |
| سپاهان                | ۲–۰               | استقلال        |
| الاتحاد               | ۳–۰               | پرسپولیس       |
| الهلال                | ۷–۱               | بنی یاس        |
| منطقه شرق             |                   |                |
| آدلاید یونایتد        | ۱–۰               | ناگویا گرامپوس |
| سئونگنام ایلهوا چونما | ۰–۱               | بنیادکار       |
| اولسان هیوندای        | ۳–۲               | کاشیوا ریسول   |
| گوانگژو اورگراند      | ۱–۰               | توکیو          |

### یک‌چهارم نهایی
قرعه‌کشی مراحل یک‌چهارم نهایی، نیمه نهایی و فینال در ۱۴ ژوئن ۲۰۱۲ در کوالالامپور، مالزی برگزار شد. در این قرعه‌کشی، تیم‌های حاضر در مراحل یک‌چهارم نهایی و نیمه نهایی و همچنین میزبان احتمالی فینال مشخص شدند.
| تیم ۱          | نتیجه‌نهایی | تیم ۲            | بازی رفت | بازی برگشت |
| -------------- | ---------- | ---------------- | -------- | ---------- |
| الاتحاد        | ۵–۴        | گوانگژو اورگراند | ۴–۲      | ۱–۲        |
| سپاهان         | ۱–۴        | الاهلی           | ۰–۰      | ۱–۴        |
| آدلاید یونایتد | ۴–۵        | بنیادکار         | ۲–۲      | ۲–۳        |
| اولسان هیوندای | ۵–۰        | الهلال           | ۱–۰      | ۴–۰        |

### نیمه نهایی
| تیم ۱    | نتیجه‌نهایی | تیم ۲          | بازی رفت | بازی برگشت |
| -------- | ---------- | -------------- | -------- | ---------- |
| الاتحاد  | ۱–۲        | الاهلی         | ۱–۰      | ۰–۲        |
| بنیادکار | ۱–۵        | اولسان هیوندای | ۱–۳      | ۰–۲        |

### فینال
فینال لیگ قهرمانان آسیا ۲۰۱۲ توسط یکی از فینالیست‌ها که با قرعه‌کشی مشخص می‌شد، میزبانی شد. طبق قرعه‌کشی ۱۴ ژوئن ۲۰۱۲، برنده بازی نیمه‌نهایی دوم، میزبان فینال خواهد بود. بنابراین، اولسان هیوندای تیم میزبان بود.
| اولسان هیوندای                                       | ۳–۰    | الاهلی |
| ---------------------------------------------------- | ------ | ------ |
| کواک تائه-هوی ۱۳' · رافینیا ۶۸' · کیم سئونگ-یونگ ۷۵' | Report |        |

## قهرمان
| قهرمان لیگ قهرمانان آسیا ۲۰۱۲ |
| ----------------------------- |
| اولسان هیوندای                |
| اولین قهرمانی                 |

## گلزنان برتر
| رتبه | بازیکن          | باشگاه                                        | ه۱ | ه۲ | ه۳ | ه۴ | ه۵ | ه۶ | ه‌ن | چ‌ن۱ | چ‌ن۲ | ن‌ن۱ | ن‌ن۲ | ۰ف0 | مجموع |
| ---- | --------------- | --------------------------------------------- | -- | -- | -- | -- | -- | -- | -- | --- | --- | --- | --- | --- | ----- |
| ۱    | ریکاردو الیویرا | الجزیره                                       | ۱  | ۱  |    | ۱  | ۳  | ۴  | ۲  |     |     |     |     |     | ۱۲    |
| ۲    | نایف هزازی      | الاتحاد                                       |    | ۲  | ۱  |    | ۱  |    | ۱  | ۲   |     | ۱   |     |     | ۸     |
| ۳    | رافینیا         | گامبا اوساکا (گروهی) اولسان هیوندای (‌چ‌ن+ن‌ن+ف) |    |    | ۲  |    |    |    |    | ۱   | ۲   | ۱   |     | ۱   | ۷     |
| ۳    | ویکتور سیموئز   | الاهلی                                        |    | ۱  | ۱  | ۱  | ۱  |    | ۱  |     | ۱   |     | ۱   |     | ۷     |
| ۵    | داریو کونکا     | گوانگژو اورگراند                              | ۲  |    |    | ۱  | ۱  | ۱  |    |     | ۱   |     |     |     | ۶     |
| ۵    | کیم شین-ووک     | اولسان هیوندای                                | ۱  |    |    |    | ۱  |    | ۱  |     | ۱   | ۱   | ۱   |     | ۶     |
| ۷    | ایمن زاید       | پرسپولیس                                      |    | ۳  | ۱  |    |    | ۱  |    |     |     |     |     |     | ۵     |
| ۷    | برونو سزار      | سپاهان                                        | ۱  | ۱  | ۱  |    | ۱  |    | ۱  |     |     |     |     |     | ۵     |
| ۷    | لئاندرو دومینگس | کاشیوا ریسول                                  |    | ۲  |    |    | ۱  | ۱  | ۱  |     |     |     |     |     | ۵     |
| ۷    | یو بیونگ-سو     | الهلال                                        |    |    |    | ۱  |    |    | ۴  |     |     |     |     |     | ۵     |
| ۷    | آمارا دیانه     | النصر                                         |    | ۲  | ۱  | ۱  |    | ۱  |    |     |     |     |     |     | ۵     |

گل‌های مرحله مقدماتی حساب نمی‌شوند.
منبع:

## آمار تماشاگران
| #  | تیم                   | میانگین تماشاگر |
| -- | --------------------- | --------------- |
| ۱  | پرسپولیس              | ۵۰.۰۱۸          |
| ۲  | استقلال               | ۵۰.۰۱۰          |
| ۳  | گوانگژو اورگراند      | ۴۱.۴۸۵          |
| ۴  | بیجینگ گوان           | ۳۱.۳۱۶          |
| ۵  | بوریرام یونایتد       | ۱۸.۶۲۰          |
| ۶  | الاهلی                | ۱۴.۹۷۷          |
| ۷  | الهلال                | ۱۲.۸۱۲          |
| ۸  | الاتحاد               | ۱۱.۶۱۵          |
| ۹  | اولسان هیوندای        | ۱۰.۸۱۸          |
| ۱۰ | توکیو                 | ۱۰.۷۱۳          |
| ۱۱ | تیانجین تدا           | ۱۰.۶۸۳          |
| ۱۲ | چونبوک هیوندای موتورز | ۸.۶۲۳           |
| ۱۳ | کاشیوا ریسول          | ۸.۳۵۴           |
| ۱۴ | بریزبن رور            | ۸.۲۸۴           |
| ۱۵ | سپاهان                | ۸.۲۵۷           |
| ۱۶ | آدلاید یونایتد        | ۸.۱۳۸           |
| ۱۷ | گامبا اوساکا          | ۷.۴۹۸           |
| ۱۸ | نسف قارشی             | ۷.۰۶۷           |
| ۱۹ | بنیادکار              | ۶.۱۶۲           |
| ۲۰ | ناگویا گرامپوس        | ۵.۹۱۰           |
| ۲۱ | الجزیره               | ۵.۳۹۷           |
| ۲۲ | سنترال کوست مارینرز   | ۴.۷۶۸           |
| ۲۳ | الشباب                | ۴.۶۲۹           |
| ۲۴ | پاختاکور              | ۳.۹۴۴           |
| ۲۵ | النصر                 | ۳.۷۸۷           |
| ۲۶ | سئونگنام ایلهوا چونما | ۳.۶۸۹           |
| ۲۷ | پوهانگ استیلرز        | ۳.۳۶۹           |
| ۲۸ | الغرافه               | ۳.۱۷۸           |
| ۲۹ | الریان                | ۲.۶۱۱           |
| ۳۰ | العربی                | ۹۶۱             |